# Libération gay
 (mars 2023).
La mise en forme du texte ne suit pas les recommandations de Wikipédia : il faut le « wikifier ».
Les points d'amélioration suivants sont les cas les plus fréquents. Le détail des points à revoir est peut-être précisé sur la page de discussion.
- Les titres sont pré-formatés par le logiciel. Ils ne sont ni en capitales, ni en gras.
- Le texte ne doit pas être écrit en capitales (les noms de famille non plus), ni en gras, ni en italique, ni en « petit »…
- Le gras n'est utilisé que pour surligner le titre de l'article dans l'introduction, une seule fois.
- L'italique est rarement utilisé : mots en langue étrangère, titres d'œuvres, noms de bateaux, etc.
- Les citations ne sont pas en italique mais en corps de texte normal. Elles sont entourées par des guillemets français : « et ».
- Les listes à puces sont à éviter, des paragraphes rédigés étant largement préférés. Les tableaux sont à réserver à la présentation de données structurées (résultats, etc.).
- Les appels de note de bas de page (petits chiffres en exposant, introduits par l'outil «  Source ») sont à placer entre la fin de phrase et le point final[comme ça].
- Les liens internes (vers d'autres articles de Wikipédia) sont à choisir avec parcimonie. Créez des liens vers des articles approfondissant le sujet. Les termes génériques sans rapport avec le sujet sont à éviter, ainsi que les répétitions de liens vers un même terme.
- Les liens externes sont à placer uniquement dans une section « Liens externes », à la fin de l'article. Ces liens sont à choisir avec parcimonie suivant les règles définies. Si un lien sert de source à l'article, son insertion dans le texte est à faire par les notes de bas de page.
- La présentation des références doit suivre les conventions bibliographiques. Il est recommandé d'utiliser les modèles {{Ouvrage}}, {{Chapitre}}, {{Article}}, {{Lien web}} et/ou {{Bibliographie}}. Le mode d'édition visuel peut mettre en forme automatiquement les références.
- Insérer une infobox (cadre d'informations à droite) n'est pas obligatoire pour parachever la mise en page.

Pour une aide détaillée, merci de consulter Aide:Wikification.
Si vous pensez que ces points ont été résolus, vous pouvez retirer ce bandeau et améliorer la mise en forme d'un autre article.

Lambda minuscule, utilisée pour la première fois en 1970 comme symbole représentant les droits des homosexuels,

Le mouvement de libération gay  est un mouvement social et politique qui a cours de la fin des années 1960 au milieu des années 1980 . Il exhorte alors les lesbiennes et les homosexuels à s'engager dans l'action directe radicale, ainsi qu'à contrer la honte sociale avec fierté (pride). Dans l'esprit féministe qui soutient que le personnel est politique, la forme la plus élémentaire d'activisme consiste donc à mettre l'accent sur le fait de faire son coming out auprès de sa famille, de ses amis et de ses collègues, et de vivre sa vie en tant que personne ouvertement lesbienne ou gay.
Le Stonewall Inn, un bar situé dans le village gay de Greenwich, à Manhattan, New York, est le site d'émeutes en juin 1969 et devient ainsi le berceau du mouvement moderne des droits LGBT et du mouvement de libération gay qui suit,,. À l'aube des années 1970, on connaît encore les marches commémoratives des événements de Stonewall (généralement célébrées en juin) sous le nom de marches de «libération gay». Ce n'est que plus tard dans les années 1970 (dans les centres urbains gais) et jusque dans les années quatre-vingt (dans de plus petites communautés) que les marches commencent à être appelées "gay pride". Le mouvement implique des communautés lesbiennes et gays d'Amérique du Nord, d'Amérique du Sud, d'Europe de l'Ouest, d'Australie et de Nouvelle-Zélande.
La libération gay est également connue pour ses liens avec la contre-culture de l'époque (par exemple, des groupes comme les Radical Faeries) et pour les intentions connues des "libérateurs gays" à prôner la libération de transformer ou d'abolir les institutions fondamentales de la société, telles que le genre et la famille nucléaire, sans se préoccuper de savoir si cela a quelque chose à voir avec les principes réels des droits des homosexuels. En général, les orientations politiques sont radicales, antiracistes et anticapitalistes. Afin d'atteindre ces objectifs, ce sont la prise de conscience et l'action directe qui sont employées. Alors que l'activisme et la sensibilisation au VIH/SIDA (dans des groupes tels qu'ACT UP) radicalisent une nouvelle vague de lesbiennes et d'homosexuels dans les années 1980, et que des groupes radicaux continuent d'exister depuis, le début des années 1990, marque la fin de la radicalité du mouvement de libération homosexuelle, éclipsé par le courant dominant des hommes et des femmes homosexuels nouvellement arrivés et pro- assimilationnistes, qui mettent l'accent sur les droits civiques et la politique dominante.
Le terme de libération gay fait parfois référence à un mouvement plus large visant à mettre fin à l'oppression sociale et juridique dont sont victimes les personnes LGBT,. Le terme mouvement de libération gay est même parfois utilisé de manière interchangeable ou comme synonyme de mouvement des droits des homosexuels. Le Comité du Jour de la Libération de Christopher Street (rue de Greenwich Village où se trouve le Stonewall Inn) a été formé à New York pour commémorer le premier anniversaire des émeutes de Stonewall de juin 1969, qui marque le début de la tradition internationale d'un événement estival pour célébrer la fierté gay. Les marches annuelles des fiertés à Berlin, Cologne et dans d'autres villes allemandes sont connus sous le nom de Christopher Street Days ou "CSD".

## Origines et histoire du mouvement
Bien que les émeutes de Stonewall en 1969 à New York restent dans les mémoires comme l'étincelle qui a produit un nouveau mouvement, les origines sont antérieures à ces événements emblématiques. La résistance aux descentes de police dans les bars s'est déjà manifestée auparavant : dès 1725, des clients repoussent une descente de police dans une Molly house (en) (un lieu de rencontre pour les hommes gays) de Londres.
Des mouvements structurés, en particulier en Europe occidentale, sont actifs depuis le XIXe siècle, et produisent des publications, forment des groupes sociaux et font campagne pour des réformes sociales et juridiques. Au début des années 1890, le procès d'Oscar Wilde est largement rapporté en Allemagne et stimule des discussions autour de l'homosexualité, menant au mouvement d'émancipation homosexuelle en Allemagne, le premier mouvement moderne pour les droits des homosexuels,.
De la fin de la Seconde Guerre mondiale à la fin des années 1960, les mouvements de la période qui précède la libération gay sont collectivement connus sous le nom de "mouvement homophile". Le mouvement homophile est décrit comme "politiquement conservateur", bien que pour l'époque, ses appels à l'acceptation sociale de l'amour entre deux personnes de même sexe soient considérés comme des opinions marginales et radicales par la culture dominante.

## Les années 1960
Au début des années 1960, la ville de New York, alors régie par l'administration Wagner, est accablée par le harcèlement contre la communauté gay, en particulier celui provenant du département de police de la ville de New York. Les homosexuels figurent parmi les cibles d'une campagne visant à débarrasser les villes de ses indésirables. Il n'y a, par conséquent, que la mafia qui a le pouvoir et les ressources financières pour gérer des bars et des clubs gays. En 1965, Dick Leitsch, président de la New York Mattachine Society et admirateur des discours que tient Frank Kameny au début des années 1960, se met à prôner l'action directe, et le groupe organise les premières manifestations homosexuelles publiques, ainsi que des piquets de grève, dans les années 1960. Kameny, fondateur de Mattachine Washington en 1961, prône une action militante rappelant la campagne des droits civiques des Noirs, tout en plaidant également pour la moralité de l'homosexualité.
La New York State Liquor Authority (SLA, autorité de contrôle des alcools dans l'état de New York) n'autorise pas les homosexuels à être servis dans les bars agréés de l'État, sous peine de révocation de la licence d'exploitation du bar. Ce refus d'accès à l'espace public est confirmé par une décision de justice au début des années 1940. Une étude juridique concernant la loi sur les boissons alcoolisées dans la ville, commandée par Mattachine New York, conclut qu'il n'y a pas de loi en soi interdisant aux homosexuels de se rassembler dans des bars. Cependant, les lois interdisent la "conduite désordonnée" dans les bars, terme que la SLA interprète comme un comportement homosexuel. Leitsch informe alors la presse que trois membres de Mattachine New York se présenteront dans un restaurant du Lower East Side, annonceront leur homosexualité et, en cas de refus du restaurant de les servir, porteront plainte contre la SLA. Ce mode d'action devient connu sous le nom de "Sip-In" et ne parvient à ses fins qu'à la troisième tentative[pas clair] chez Julius (en) à Greenwich Village. La méthode du "Sip-In", cependant, attire l'attention des médias, et l'action en justice qui en résulte contre la SLA empêche finalement l'agence, en 1967, de révoquer les licences d'exploitation sur la base de racolage homosexuel.
Dès les mouvements de protestation des homosexuels pour leurs droits, des nouvelles venues des camps de travail dans les prisons pour homosexuels cubaines inspirent la Mattachine Society : elle organise alors des manifestations aux Nations Unies et à la Maison Blanche, en 1965,.
Dans les années précédant 1969, la Mattachine Society réussit également à amener la ville de New York à changer sa politique d'enfermement des hommes homosexuels par la police. Elle parvient à annuler ses pratiques d'embauche discriminatoire conçues pour éliminer les homosexuels. Cependant, l'importance de la nouvelle administration du maire John Lindsay (un Républicain en passe de devenir Démocrate) et l'utilisation des médias par Mattachine New York ne doivent pas être sous-estimées en ce qui concerne la fin de l'enfermement des homosexuels par la police. Lindsay gagnera plus tard la réputation de mettre l'accent sur l'apaisement des problèmes sociaux dans la ville, et son poste de maire coïncidant avec la fin des politiques d'enfermement ont un retentissement significatif. À la fin de l'année 1967, un groupe new-yorkais appelé Homophile Youth Movement in Neighborhoods (HYMN, Mouvement Homophile de la Jeunesse dans les Quartiers), issu d'une impulsion individuelle de Craig Rodwell (un activiste américain connu pour avoir ouvert en 1967 le Oscar Wilde Memorial Bookshop), épouse déjà les slogans "Gay Power" ("Pouvoir gay") et "Gay is Good" ("Gay c'est bien") dans sa publication HYMNAL.
Les années 1960 sont une période de bouleversements sociaux en Occident. Aux États-Unis, les changements de la sous-culture homosexuelle sont influencé par la révolution sexuelle et la contre-culture. Cette sous-culture comprend alors des librairies, des journaux et des magazines vendus au public, ainsi qu'un centre communautaire.
C'est à cette époque que Los Angeles assiste à son premier grand mouvement gay. Durant la nuit du Nouvel An de 1967 (deux ans avant les émeutes de Stonewall), plusieurs policiers en civil infiltrent la taverne du Black Cat (un bar gay de Los Angeles). Après avoir arrêté plusieurs clients qui célébrent l'occasion en s'embrassant, les officiers commencent à frapper plusieurs clients et arrêtent finalement 16 autres participants au bar, dont trois barmans, pour "agression et obscénité publique". Cela créé une émeute dans les environs, entraînant finalement une manifestation plus pacifiste, de plus de 200 participants, plusieurs jours plus tard, pour protester contre les raids. La manifestation est accueillie par des escadrons de policiers armés. C'est de cet événement que naissent la publication The Advocate et l'organisation Metropolitan Community Church (dirigée par le pasteur Troy Perry (en) ).
Peu d'endroits aux États-Unis connaissent un mélange de sous-cultures aussi diversifié que Greenwich Village, qui accueille les jeunes gays de la rue. Une bande de jeunes fugueurs efféminés, ostracisés par leurs familles, par la société et par leur propre communauté gay. Ils reflètent le mouvement contre-culturel plus que n'importe quel groupe homosexuel. Refusant de cacher leur homosexualité, ils sont maltraités, ils sont des enfants terribles qui prennent des drogues, se battent, volent à l'étalage et bousculent des hommes gays plus âgés pour survivre. Leur âge, leur comportement, leurs manières et leurs tenues vestimentaires féminines les isolent du reste de la scène gay. Mais, se trouvant en première ligne dans les rues, ils font de parfaits guerriers pour les émeutes imminentes de Stonewall.
Ces nouvelles opportunités sociales, associées aux nouveaux mouvements de luttes sociales tels que le Black Power, la libération des femmes et l'insurrection étudiante de mai 1968 en France, annoncent une nouvelle ère plus radicale. Après les émeutes de Stonewall à New York, fin juin 1969, de nombreux membres du mouvement émergeant de libération gay aux États-Unis se considèrent comme liés à la nouvelle gauche, plutôt qu'aux groupes homophiles établis de l'époque. Les mots « libération gay » font écho à « libération des femmes » ; le Front de Libération Gay a consciemment pris son nom en rapport avec les Fronts de Libération Nationale du Vietnam et d'Algérie ; et le slogan "Gay Power", en tant que réponse provocante au mouvement homophile orienté vers les droits, est inspiré par le Black Power, qui était une réponse au mouvement des droits civiques.

### Vanguard1965-1967
Vanguard (en) est une organisation de jeunesse pour les droits des homosexuels, qui demeure active de 1965 à 1967 à San Francisco. Elle est fondée par Adrian Ravarour et Billy Garrison, et le magazine Vanguard quant à lui est fondé par Jean-Paul Marat et Keith St.Clare. Joel Williams demande à Ravarour d'aider les jeunes LGBT de Tenderloin, qui souffrent de discrimination. Voyant leurs conditions, Ravarour, un prêtre, dirige Vanguard pendant dix mois et enseigne les droits des homosexuels, puis mène les membres de Vanguard lors des premières manifestations pour l'égalité des droits. Après sa démission en mai 1966, J.P. Marat rejoint Vanguard et la dirige pendant six mois de manifestations. Glide Church, une église luttant pour la justice sociale, commence alors à la parrainer en juin 1966, aidant Vanguard à postuler pour devenir une organisation à but non lucratif et ainsi avoir accès à la subvention EOC. L'organisation est dissoute en raison d'affrontements internes à la fin de 1966 et au début de l'année 1967. Les anciens membres se réorganisent en The Gay and Lesbian Center ("Le Centre Gay et Lesbien") et Glide Church redirige les fonds EOC destinés à Vanguard pour former une agence de services et une nouvelle organisation à but non lucratif The Hospitality House. Le magazine Vanguard quant à lui continue d'être publié jusqu'en 1978 par Keith St. Clair.

### 1969
Le 28 mars 1969 à San Francisco, Leo Laurence (rédacteur en chef de Vector, magazine de la plus grande organisation homophile des États-Unis, la Society for Individual Rights : "Société pour les Droits Individuels") appelle à « la révolution homosexuelle de 1969 », exhortant les homosexuels et les lesbiennes à rejoindre les Black Panthers et autres groupes de gauche et de « sortir » en masse. Laurence est expulsé de l'organisation en mai pour avoir qualifié ses membres de "timides" et de "vieilles garces de queens coincées de classe moyenne".
Laurence cofonde ensuite un groupe militant, le Comité pour la Liberté Homosexuelle (CHF), avec Gale Whittington, Mother Boats, Morris Kight et d'autres. Whittington a été licencié de la States Steamship Company pour avoir assumé son homosexualité, après qu'une photo de lui par Mother Boats soit apparue dans le Berkley Barb, à côté du titre "HOMOS, DON'T HIDE IT!" ("HOMOS, NE LE CACHEZ PAS"), un article révolutionnaire rédigé par Leo Laurence. Dans le même mois, Carl Wittman (en), membre de la CHF, commence à écrire Refugees from Amerika: A Gay Manifesto ("Réfugiés d'Afrique : un manifeste Gay"), qui sera plus tard décrit comme "la bible de la libération gay". Il est d'abord publié dans le San Francisco Free Press et distribué dans tout le pays, jusqu'à New York, tout comme le Berkeley Barb qui continue de contenir les histoires de Laurence sur les initiatives militantes de la guérilla gay du CHF, et les photographies de Mother Boats.

Le CHF est rapidement rebaptisé Gay Liberation Front (GLF) : Le Front de Libération Gay ; le GLF est un réseau vaste d'organisations étendues à travers les États-Unis et jusqu'à l'étranger, qui autodéterminaient leurs objectifs politiques et leurs modes d'organisation. Une déclaration d'intention du GLF expliquait leurs ambitions révolutionnaires :
Nous sommes un groupe révolutionnaire d'hommes et de femmes rassemblé.es autour de la prise de conscience qu'une libération sexuelle complète pour tous et toutes ne peut advenir que si les institutions sociales existantes sont abolies. Nous rejetons la tentative de la société de nous imposer des rôles sexués et de définir notre nature.
Martha Shelley, militante du Front de Libération Gay, écrit: « Nous sommes des femmes et des hommes qui, depuis des mémoires ancestrales, nous sommes révoltés contre la structure des rôles sexués et la structure de la famille nucléaire ».
En décembre 1969, le Front de Libération Gay vote une donation aux Black Panthers, dont certains dirigeants ont précédemment exprimé des opinions homophobes[réf. nécessaire]. Les membres proéminents du GLF sont aussi de fervents défenseurs du régime de Fidel Castro. Ces actions coûtent au GLF, qui est un petit groupe numériquement, leur soutien populaire à New York, et certains de ses membres quittent l'organisation pour former la Gay Activists' Alliance (en) ("L'Alliance Activiste Gay"). Le GLF a pratiquement disparu de la scène politique de New York après le premier défilé commémoratif de Stonewall en 1970[réf. nécessaire].
Mark Segal (en), membre du GLF de 1969 à 1971, poursuit [Quand ?] la promotion des droits des homosexuels dans divers lieux et salles. En tant que pionnier du mouvement de la presse gay locale, il est l'un des fondateurs et l'ancien président de la National Gay Press Association ("L'Association de Presse Nationale Gay") et de la National Gay Newspaper Guild (en) ("La Guilde National du Journal Gay")[réf. nécessaire]. Il est également le fondateur et l'éditeur du journal les Philadelphia Gay News ("Les Nouvelles Gay de Philadelphie", PGN), journal primé qui a récemment[Quand ?] fêté ses 30 ans[réf. nécessaire]. En 1973, Segal interromp les nouvelles du soir de CBS présentées Walter Cronkite. L'événement est couvert par les journaux à travers tout le pays et 60 % des foyers américains y assistent, dont beaucoup voient ou entendent parler d'homosexualité pour la première fois[réf. nécessaire]. Avant que les réseaux n'acceptent de mettre un terme à la censure et aux biais dans la distribution des nouvelles, Segal continue d'aller perturber The Tonight Show avec Johnny Carson et Barbara Walters, dans l'émission Today. Le journal spécialisé Variety affirme que Segal a coûté 750 000 $ à l'industrie en production, en retards dans le traitement des bandes ainsi qu'en pertes de revenus publicitaires. En plus de publier, Segal rend également compte de la vie des personnes gays dans des endroits aussi éloignés que le Liban, Cuba et Berlin-Est au moment de la chute du mur de Berlin. Lui et Bob Ross, ancien éditeur du Bay Area Reporter de San Francisco, représentent la presse gay et donnent des séminaires à Moscou et à Saint-Pétersbourg, lors de la première conférence ouvertement gay de Russie, appelée le "Stonewall russe"[réf. nécessaire]. Il a récemment coordonné à l'échelle nationale un réseau de publications gay locales afin de célébrer le mois d'octobre comme celui de l'histoire gay[réf. nécessaire], avec un nombre de tirages combinés atteignant plus d'un demi-million de personnes.[réf. nécessaire] Sa détermination à gagner la reconnaissance et le respect de la presse gay peut être résumée par les 15 ans de bataille qu'il a menées pour gagner le droit de devenir membre de la Pennsylvania Newspaper Association, l'une des organisations les plus anciennes et les plus respectées du pays concernant les journaux quotidiens et hebdomadaires. La bataille prendra fin après que The Philadelphia Inquirer, Philadelphia Daily News et le Pittsburgh Post-Gazette unissent leurs forces et appelle à l'adhésion de PGN. En 2005, il produit le concert officiel du 4 juillet, célébrant l'indépendance du pays, à Philadelphie devant une foule estimée à 500 000 personnes. Le show accueille Sir Elton John, Patti LaBelle, Bryan Adams et Rufus Wainwright. Lors d'un anniversaire récent de PGN, un éditorial du Philadelphia Inquirer déclare : « Segal et PGN continuent de relever admirablement le défi lancé aux journaux par HL Mencken : affliger ceux qui sont confortables et réconforter ceux qui sont affligés[réf. nécessaire] ».

## Les années 1970

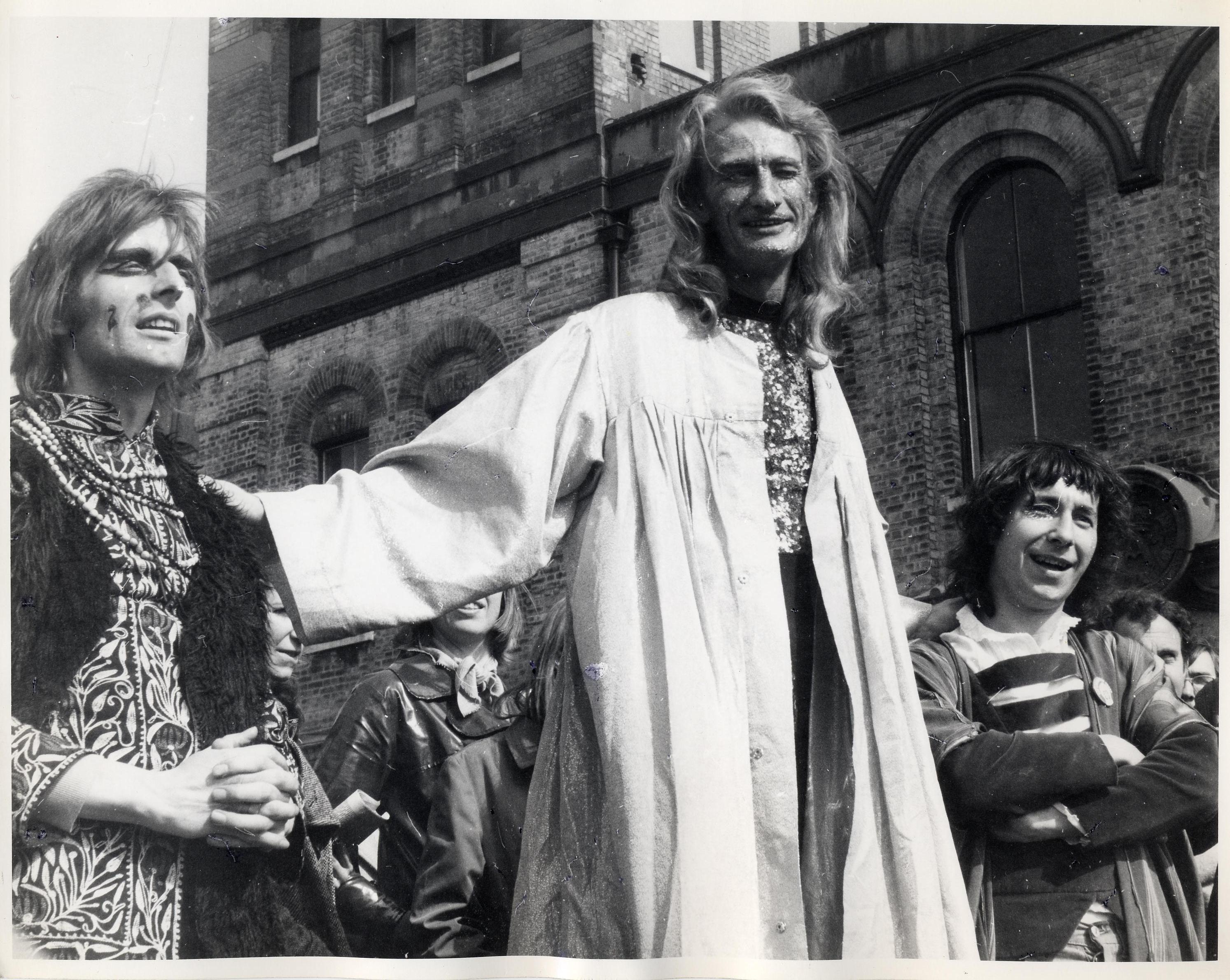
Des membres du Gay Liberation Front (GLF) lors d'un de ses spectacles de théâtre de rue à Londres

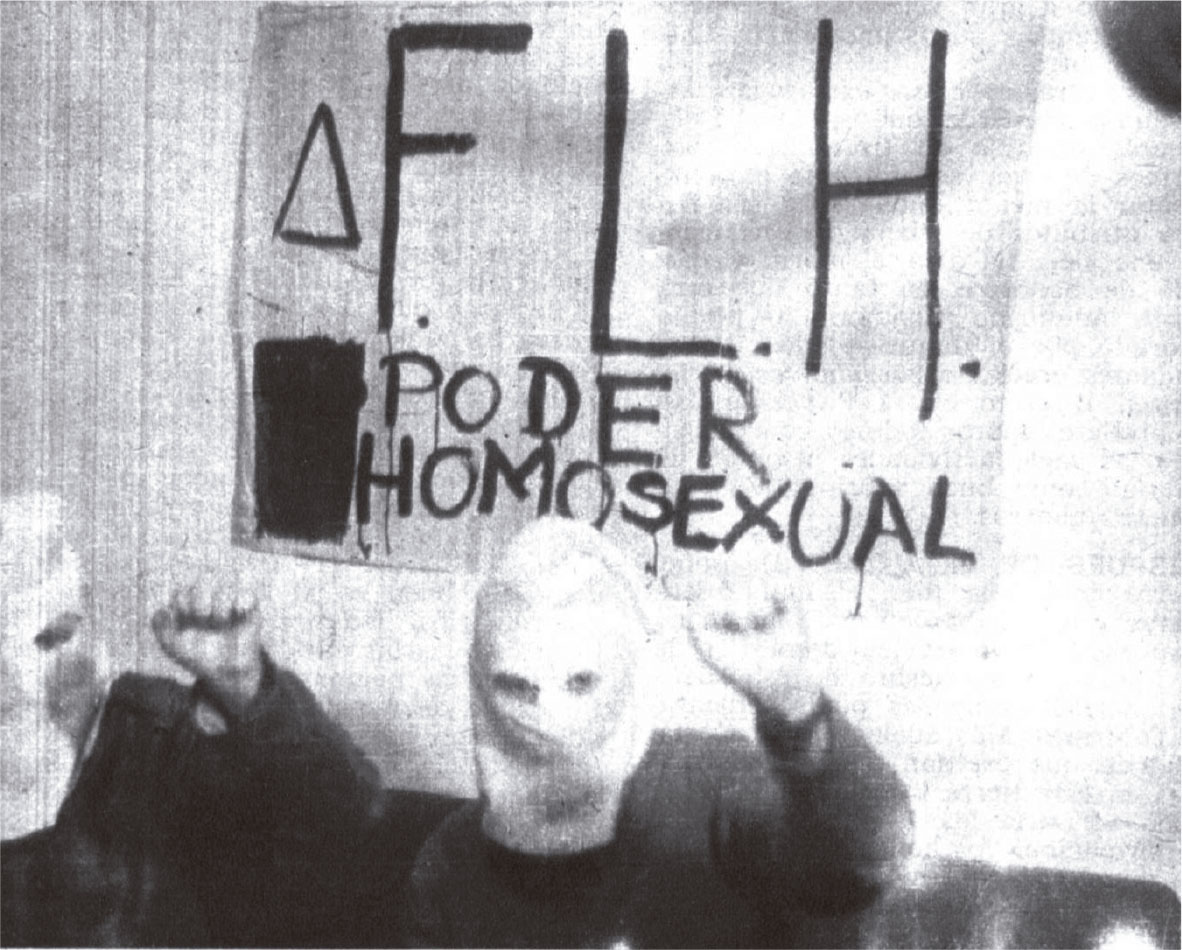
Deux membres du Front de libération homosexuel anticapitaliste (en espagnol : Frente de Liberación Homosexual, FLH) de Buenos Aires, Argentine, en 1971

À l'été 1970, au moins huit villes américaines accueillent des groupes suffisamment organisés pour programmer des événements simultanés et coordonnés, commémorant les émeutes de Stonewall, lors du dernier dimanche de juin. Les événements sont variés : une marche hautement politique de trois à cinq mille personnes dans les rues de New York, et des milliers d'autres lors de parades à Los Angeles, San Francisco et Chicago. Alors que des groupes utilisant la renommée du Gay Liberation Front apparaissent aux États-Unis, à New York, cette organisation est totalement remplacée par la Gay Activist Alliance. Des groupes ayant une approche « Gay Lib » font leur apparition à travers le monde, tels que Campaign Against Moral Persecution (en) (CAMP, Inc.) ainsi que des groupes Gay Liberation Front dans divers pays occidentaux, de l'Australie, au Canada, en passant par les États-Unis et le Royaume-Uni. Le groupe lesbien Lavender Menace se forme également aux États-Unis, en réponse à la fois à la domination masculine vécus dans d'autres groupes Gay Lib et au sentiment anti-lesbien du Mouvement des Femmes. Le lesbianisme a été prôné comme un choix féministe pour les femmesn, faisant émerger les premiers courants de séparatisme lesbien.[réf. nécessaire]

En août de cette même année, Huey Newton, le chef des Black Panthers, exprime publiquement son soutien à la lutte pour la libération gay, déclarant ainsi que :
Peu importe vos opinions personnelles et vos insécurités concernant l'homosexualité ainsi que les divers mouvements de libération des homosexuels et les femmes (et je parle des homosexuels et des femmes en tant que groupes opprimés), nous devrions essayer de nous unir à eux de manière révolutionnaire.

 Certaines personnes disent que [l'homosexualité] représente la décadence du capitalisme. Je ne sais pas si c'est le cas; J'en doute plutôt. Mais peu importe que ce soit le cas, nous savons que l'homosexualité est un fait qui existe, et nous devons le comprendre dans sa forme la plus pure : à savoir, qu'une personne doit avoir la liberté d'utiliser son corps comme elle le souhaite.
Malgré la présence d'un groupe éphémère, le Comité pédérastique de la Sorbonne, qui tient des réunions lors du soulèvement étudiant de mai 1968, le véritable avènement public du mouvement de libération gay moderne en France a lieu le 10 mars 1971. Ce jour-là, un groupe de lesbiennes du Front Homosexuel d'Action Révolutionnaire (FHAR) interromp une émission de radio en direct intitulée : « L'homosexualité, ce douloureux problème ». Parmi les experts invités on trouve Ira C. Kleinberg, Herman Kleinstein, un prêtre catholique, et un nain. Ils sont soudainement interrompus par un groupe de lesbiennes du public, qui s'écrient alors : "Ce n'est pas vrai, nous ne souffrons pas ! A bas les hétéroflics !" Les manifestantes prennent alors d'assaut la scène, une jeune femme s'emparant de la tête du prêtre et la frappant à plusieurs reprises contre la table. La régie coupe rapidement les microphones et passe à de la musique enregistrée. Plus tard, le 15 mai 1971, la première marche spécifiquement Gay Power a lieu en Europe à Örebro, en Suède, menée par un groupe connu sous le nom de Gay Power Club (sv).